# 18090 Kevinkuo
18090 Kevinkuo este un asteroid din centura principală de asteroizi.

## Descriere
18090 Kevinkuo este un asteroid din centura principală de asteroizi. A fost descoperit pe 6 mai 2000 la Socorro, New Mexico, în cadrul proiectului LINEAR. Asteroidul prezintă o orbită caracterizată de o semiaxă mare de 2,55 ua, o excentricitate de 0,10 și o înclinație de 8,7° în raport cu ecliptica.